# Hydro Thunder Hurricane
Hydro Thunder Hurricane es un videojuego de carreras de botes desarrollado por Vector Unit y publicado por Microsoft Game Studios para Xbox 360 a través de Xbox Live Arcade. El juego fue lanzado el 28 de julio de 2010 como parte de la promoción Xbox Live Summer of Arcade de Microsoft. Es la secuela de Hydro Thunder, originalmente un juego de arcade y parte de la serie Thunder. También se lanzó a la Tienda Windows. El 17 de diciembre de 2015 se agregó a la lista de juegos compatibles con versiones anteriores de Xbox 360 en Xbox One.
El juego en Hurricane implica que los jugadores seleccionen uno de los nueve barcos para correr a través de escenarios exagerados. Los jugadores pueden recolectar potenciadores de impulso a lo largo de un curso que se utilizan para aumentar la velocidad del bote, saltar obstáculos o desbloquear atajos. El juego viene con tres modos para un jugador y dos multijugador, algunos de los cuales son nuevos en la serie.
Hydro Thunder Hurricane recibió críticas generalmente positivas, con un promedio de 79% en GameRankings y 75 de 100 en Metacritic, dos sitios agregados de videojuegos. Los críticos generalmente elogiaron las variadas cualidades de los diferentes barcos, los diversos cursos de estilo arcade y el valor general de repetición del juego. El juego ha vendido un estimado de 321.000 copias a finales de 2012, y la expansión Tempest Pack alcanzó poco más de 38.000 unidades en ventas en ese mismo período.

## Jugabilidad
Hydro Thunder Hurricane es un juego de carreras de botes de estilo arcade y la secuela de Hydro Thunder. El juego implica que los jugadores seleccionen uno de los nueve barcos para correr a través de uno de los ocho cursos. El modo principal de juego consiste en una carrera de dieciséis competidores hasta la línea de meta. Al igual que con Hydro Thunder, los jugadores pueden acumular potenciadores de impulso a lo largo de un curso que transforman físicamente el barco en una forma de aspecto más agresivo. Una vez transformados, los jugadores pueden usar el impulso adquirido para aumentar la velocidad del bote temporalmente o para saltar obstáculos. Las ocho pistas del juego son (en orden): Lake Powell, Storming Asgard, Monster Island, Tsunami Bowl, Lost Babylon, Paris Sewers, Seoul Stream y Area 51.
Hurricane continúa la tradición de la serie Thunder de atajos ocultos y rutas alternativas en los cursos. Algunas rutas se pueden encontrar simplemente conduciendo hacia ellas o atravesando un obstáculo, mientras que otras requieren que el jugador conduzca sobre potenciadores verdes que bajan las puertas o aumentan las rampas. Los jugadores obtienen créditos ganando carreras. Estos créditos sirven como puntos que desbloquean automáticamente elementos de juego adicionales, como barcos, máscaras, nuevos cursos y modos de juego. Los jugadores pueden optar por competir en un modo determinado y realizar un seguimiento de tiempos adicionales para ganar más créditos.
El juego también agrega tres modos de juego adicionales para un jugador en los que competir. 'Ring Master' elimina a todos los competidores de carreras de IA y coloca una secuencia de anillos a lo largo de un recorrido determinado. El objetivo es atravesar tantos anillos como sea posible en el menor tiempo posible. 'Gauntlet' también elimina a los competidores de la IA, pero reemplaza los anillos con barriles explosivos esparcidos por el agua. Los jugadores deben completar el recorrido lo más rápido posible evitando los barriles. El modo 'Campeonato' también es nuevo en la serie y enfrenta al jugador en una mezcla de pistas y modos.
Hurricane también presenta una serie de escenarios multijugador. Hasta cuatro jugadores pueden completar a través de pantalla dividida entre sí y doce competidores de IA. Los jugadores también pueden usar cualquier combinación de pantalla dividida y jugadores de Xbox Live para jugar en línea con hasta ocho jugadores. Los tiempos de seguimiento se registran en tablas de clasificación para que los jugadores compitan contra ellos. Además, se agregó un modo exclusivo multijugador, 'Rubber Ducky'. En este modo, un jugador de cada equipo pilota un bote con forma de pato de goma. Los barcos restantes de cada equipo intentan proteger el pato de su equipo mientras mantienen a raya al del otro equipo, siendo el equipo ganador el primero en conseguir que su pato cruce la línea de meta. Las carreras multijugador cuentan con un sistema de potenciadores de "ayuda de perdedores". En lugar de potenciadores de impulso "1X" y "4X", las carreras multijugador cuentan con un solo tipo de potenciador de impulso. Este potenciador es dinámico y otorga a los jugadores que lideran la carrera con menos impulso, mientras que los que están en la parte trasera reciben más impulso. Esto es para crear una carrera más agresiva y permitir que aquellos con menos habilidad disfruten corriendo junto con jugadores más competitivos. Vector Unit explicó la decisión con más detalle en su blog. "Si los jugadores, especialmente los nuevos, se frustran con demasiada facilidad, simplemente dicen que se arruine y se retiren, lo que reduce la cantidad de jugadores y la cantidad de juegos en línea disponibles".

## Desarrollo y marketing
Hydro Thunder Hurricane se presentó por primera vez en PAX East el 26 de marzo de 2010. Luego se usó como uno de los dos juegos de misterio para Iron Man of Gaming de ScrewAttack. Hydro Thunder Hurricane fue lanzado como parte de la tercera edición anual de Xbox Live Summer of Arcade junto con títulos como Monday Night Combat y Limbo. El agua fue programada para el juego usando varias técnicas diferentes. Se construyeron reflejos de Fresnel, mapeo normal, niebla de profundidad con trazado de rayos y espuma basada en profundidad y un sistema LOD adaptativo para manejar las imágenes. El sistema físico que controla el agua permite múltiples tipos de olas como estelas e hidromasajes, y también se adapta para manejar diferentes cascos de embarcaciones y otros objetos en el agua. Los botes con casco en V atraviesan las olas, los botes de fondo plano navegan por el agua y los botes de varios cascos tienen un mayor agarre en el agua. Un contratista de audio externo, Robb Mills, fue llamado para componer la música del juego. Los desarrolladores también brindaron soporte para Xbox 360 Wireless Racing Wheel. El 15 de julio de 2010 también se lanzó un tema premium para el tablero New Xbox Experience de Xbox 360 como parte de la promoción del juego.

La primera demostración que hicimos fue un juego original de carreras de lanchas rápidas. La demostración mostró los controles del juego y nuestro nuevo sistema dinámico fluido. Microsoft estaba interesado y, a través de conversaciones con ellos, surgió la idea de hacer de esta una secuela con todas las funciones del  Hydro Thunder  original.
Entrevista de Game Play Book

Hydro Thunder Hurricane no comenzó como un título de la franquicia Thunder. "La primera demostración del juego que hicimos fue un juego original de carreras de lanchas rápidas", dice Matt Small, director creativo del juego. "La demostración mostró los controles del juego y nuestro nuevo sistema dinámico fluido". Los cofundadores de Vector Unit, Matt Small y Ralf Knoesel, habían trabajado anteriormente en Blood Wake, un título de combate en barco para la Xbox original. Tomaron lecciones de Blood Wake, alterando y actualizando la física no solo para que sea realista, sino para "hacer un juego que un jugador novato pueda aprender y aprender fácilmente". El equipo comenzó a desarrollar su propio juego de carreras de barcos, cuyo nombre en código es Barracuda. "La idea básica era que las lanchas rápidas se encontraran con Supercross en una Tierra inundada futurista posterior al calentamiento global", declaró Vector Unit.
Después de seis meses, se presentó un prototipo funcional a varios editores. Microsoft Studios fue uno de los tres editores interesados en Barracuda y comenzaron las conversaciones para publicar el juego. "Hubo un productor en Microsoft Game Studios que no dejaba de hablar de cómo, con algunos ajustes, Barracuda haría una secuela de Hydro Thunder increíble. Al principio pensamos, sí, claro, eso sucederá. Pero cuanto más hablábamos de ello , más empezó a tener sentido ". Se tomó la decisión de convertir el juego en una secuela de Hydro Thunder y Microsoft Studios adquirió los derechos del nombre Hydro Thunder poco antes de que el editor Midway Games quebrara y fuera comprado por Warner Bros. Interactive Entertainment.
Hydro Thunder Hurricane se desarrolló utilizando una combinación de herramientas patentadas y de terceros. Se crearon modelos 3D en Maya. El cofundador y programador principal Ralf Knoesel creó un complemento que se integró con Maya y que permitió a los artistas ver cómo se vería el barco en el juego. El motor se construyó desde cero y unifica FMOD para sonido y Bullet Physics Library como parte del sistema de física del juego. La construcción de niveles y la colocación de accesorios se realizó en BarracudaEditor, la herramienta de diseño de niveles del equipo. Durante el proceso de desarrollo, Vector Unit mantuvo una versión para PC del juego que permitió a los artistas y otros miembros del equipo probar sus activos en el juego sin pasar a un kit de depuración de Xbox 360. Un equipo de siete personas trabajó para crear el juego; dos programadores, cuatro artistas y un diseñador de sonido. El juego tomó catorce meses desde el prototipo inicial hasta la construcción final para completarse.
Vector Unit había contemplado simplemente portar el Hydro Thunder original a la Xbox 360, ya que se les había dado el código fuente del juego original. Consideraron que dado que tendrían que actualizar todos los activos y que ya habían construido el sistema de agua, se tomó la decisión de continuar construyendo el título desde cero. El código fuente original se usó como referencia, y la Unidad Vector "jugó al máximo con el juego original para refrescar nuestros recuerdos". Los barcos y los entornos fueron rediseñados, siguiendo las pautas del original, pero acomodando el nuevo sistema de física y el motor gráfico actualizado. Los desarrolladores contemplaron cosas como la personalización del barco y las pistas generadas por el usuario, pero "en última instancia, sentimos que era más importante presentar una experiencia accesible y hecha a mano en la que los jugadores puedan saltar y divertirse". El 1 de mayo de 2012, Vector Unit anunció que el juego estaría disponible para Windows 8 a través de la Tienda Windows de Microsoft cuando se lance el sistema operativo. Se une a otros puertos de títulos populares de Xbox 360 Xbox Live Arcade como Ms. Splosion Man, Toy Soldiers e Ilomilo.

### Actualizaciones y contenido descargable
Se lanzó un parche el 9 de septiembre de 2010 para solucionar problemas en el juego. Los jugadores ya no pueden usar fallas de colisión con la geometría del mundo para encontrar formas de hacer trampa en las tablas de clasificación del juego. Además, el parche agrega un pitido audible a los jugadores que se sientan inactivos en los vestíbulos multijugador, lo que les pide que establezcan su estado en "listo". El parche también reduce la cantidad de tiempo de espera de los jugadores que no terminan las carreras multijugador. Más tarde, Vector Unit eliminó los tiempos con fallas de las tablas de clasificación del juego en noviembre de 2010. Cuando se le preguntó sobre la posibilidad de un puerto del juego para PlayStation 3, la compañía dijo: "La gente nos pregunta esto todo el tiempo, y desafortunadamente la respuesta es no. Microsoft Studios tiene licencia el juego de Warner y, como puedes imaginar, Microsoft no está tan entusiasmado con la creación de juegos para PlayStation".
Vector Unit llevó a cabo un concurso del 14 al 23 de agosto de 2010 que permitió a los consumidores diseñar una skin para su barco favorito. El 25 de agosto de 2010 se eligieron dos ganadores para que sus diseños se colocaran en el juego. Como premio de consolación, a todos los que participaron en un diseño se les notificó que recibirían un código para descargar el contenido de forma gratuita una vez lanzado. También se confirmaron barcos y pistas adicionales el 9 de agosto de 2010 en una entrevista con Small.
El 21 de septiembre de 2010 se hizo un anuncio oficial del contenido descargable, denominado Tempest Pack, a través del sitio web de Vector Unit. Se anunciaron tres pistas, Atlantis, Castle Von Boom y Bermuda Triangle, cada una con los tipos de juego Race, Ring Master y Gauntlet. . También se incluirán dos nuevos barcos, Whiplash y Psyclone. Vector Unit también anunció que cada barco original recibirá varios diseños y que se incluirán versiones especiales para expertos de los barcos Novice y Pro, lo que permitirá a los jugadores competir con esos barcos en carreras multijugador. El contenido descargable también agregará tres nuevos logros al juego.
Los jugadores que no hayan comprado el paquete pueden descargar un complemento gratuito que les permitirá ver los nuevos barcos en el modo multijugador y ver las carreras en las nuevas pistas como espectadores. Esto se hizo para mantener la compatibilidad multijugador y atraer más ventas del contenido. El Tempest Pack fue lanzado el 27 de octubre de 2010. Vector Unit declaró que si las ventas de Hydro Thunder Hurricane y el Tempest Pack son lo suficientemente altas, puede haber contenido descargable adicional. "Nos encantaría hacer más; tenemos todo tipo de ideas para nuevos barcos, nuevas pistas, todo el asunto. Pero la primera parte de tu pregunta da en el clavo: se trata de las ventas", afirmaron en respuesta. a la pregunta de un fan.

## Recepción
Hydro Thunder Hurricane recibió críticas "generalmente favorables", según el agregador de reseñas de videojuegos Metacritic. En noviembre de 2010, Hydro Thunder Hurricane ha vendido más de 130.000 copias en Xbox 360. Las ventas totales de Xbox 360 para 2010 superaron las 160.000 unidades. Las ventas de 360 continuaron siendo fuertes, con más de 53,000 unidades vendidas la primera semana de 2011. A fines de 2011, las ventas de Xbox 360 aumentaron a 223,000 unidades para el juego principal y casi 25,000 para su paquete de expansión. A diciembre de 2012, las ventas de Xbox 360 aumentaron en un 45% estimado, con tablas de clasificación que registraron más de 321,000 jugadores. El Tempest Pack funcionó de manera similar, con poco más de 38,000 jugadores registrados.
La mayoría de los revisores estaban unificados en cuanto a la calidad general por el precio del juego. Jeremy Peeples de Game Over calificó a Hurricane como "con mucho el mejor corredor en el servicio Xbox Live Arcade y el mejor corredor estilo arcade en el sistema". Bob Mackey, de 1UP.com, lo llamó "una combinación perfecta para Xbox Live Arcade" y el crítico de GameTrailers dijo que el juego "luce elegante para un lanzamiento de $ 15". Ludwig Kietzmann de Joystiq lo llamó una "descarga de dinamita" y Dakota Grabowski de GameZone declaró que es "el juego de carreras de arcade imprescindible de 2010." GamePro se hizo eco de estos comentarios y calificó a Hydro Thunder Hurricane como "un retroceso perfecto a los juegos de arcade de 'alta producción' de antaño". PALGN también disfrutó del juego, afirmando que Hurricane "es un juego de carreras arcade extremadamente accesible y entretenido". El crítico de Edge elogió los pequeños toques del juego, incluidos los tiempos de carga rápidos, la capacidad de elegir entre unidades de mph y km / h, la inclusión de un útil botón de recuperación instantánea, la compatibilidad con la pantalla dividida en línea y "cómo los tiempos de tu rival parpadean en la carrera para añadir una pizca extra de especias ".
La selección de barcos fue alabada por los críticos, elogiando su singularidad y la selección de skins alternativas. El diseño del curso también fue aclamado. Bob Mackey, de 1UP, calificó el diseño exagerado del campo como "paseos como en Disneyland". En su avance del juego en PAX East, el reportero de Critical Gamer calificó el diseño del campo como "realmente inteligente" y dijo que había un "buen equilibrio de caminos seguros, atajos arriesgados y cadenas de potenciadores". El crítico de Official Xbox Magazine RU dijo que "hay una alegría brillante en el diseño de niveles". Además, señalaron la utilidad del modo Ring Master para guiar al jugador a algunos de los atajos del juego. Los críticos disfrutaron de la longevidad del juego, y señalaron que entre los cursos y los tipos de juegos, el valor de repetición aumenta considerablemente. Noble McKinley de GamePro elogió los gráficos del juego, calificando el escenario como "francamente hermoso" y luego calificó los efectos de iluminación y agua como "bastante impresionantes". Justin Calvert de GameSpot sintió que el sistema de clasificación del juego era un gran activo para el juego.
En la revisión más negativa de Hydro Thunder Hurricane por una publicación importante, Arthur Gies de IGN citó los colores vibrantes del Hydro Thunder original, luego criticó las imágenes de Hurricane, llamándolas "silenciadas". También le disgustaban los sonidos del juego llamando a la música olvidable, el locutor desagradable y los efectos de sonido "directamente de 1994". Al criticar la presentación del juego, Gies afirmó que Hurricane está "plagado de menús complicados y tiempos de carga horribles". En una revisión contrastante, Jeremy Peeples de Game Over elogió los menús por ser "más limpios y fáciles de leer" que en el original. Simon Parkin de Eurogamer también declaró que el juego tenía una "ausencia de personalidad y floritura", que "quizás proviene de una falta general de matices o innovación". Xavi Robles de Eurogamer España consideró que la jugabilidad era demasiado repetitiva, y señaló que los diferentes modos deben jugarse repetidamente en los campos.
El contenido descargable de Tempest Pack recibió grandes elogios de los críticos. En su primera semana de lanzamiento, el Tempest Pack vendió más de 5.300 copias. Jim Cook de Gamers Daily News le dio al paquete un 8/10. Elogió el nuevo diseño del campo, afirmando que era un gran atractivo para los jugadores de Hurricane. También otorgó altas calificaciones a los dos nuevos barcos del juego, así como a la adición de versiones de clase Expert reacondicionadas de los barcos Novice y Pro del juego. Cook criticó los altos puntos de desbloqueo de estos barcos, afirmando que "[ellos] pueden tardar un poco en desbloquearse a menos que hayas estado muy activo con el juego". John Laster de XBLAfans le dio al paquete Tempest Pack una calificación de "Comprar" y dijo que el contenido era de gran valor para los fanáticos del juego. También sintió que los campos eran excepcionales, afirmando que estaban "a la par, si no mejores que las pistas lanzadas con el juego". Afirmó que los dos nuevos barcos estaban bien emparejados con los otros barcos expertos, y que las versiones Expert mejoradas de los barcos Novice y Pro eran "una necesidad y algo que desearíamos que se hubiera incluido en el juego original".